# جوزيف منساه
جوزيف منساه (بالإنجليزية: Joseph Mensah)‏ (29 سبتمبر 1994 بغانا - ) هو لاعب كرة قدم غاني في مركز الوسط. لعب مع سلافيا براغ ونادي هورسينس وSepsi OSK Sfântu Gheorghe ‏ وليبرتي بروفشنالز ‏.

## وصلات خارجية
- جوزيف منساه على موقع اتحاد تركيا (لاعب) (الإنجليزية)
- جوزيف منساه على موقع قاعدة بيانات كرة القدم.إي يو (الإنجليزية)
- جوزيف منساه على موقع Soccerway.com (الإنجليزية)
- جوزيف منساه على موقع عالم كرة القدم.نت (الإنجليزية)